# Departamento Quebrachos
Das Departamento Quebrachos liegt im Süden der Provinz Santiago del Estero im Nordwesten Argentiniens und ist eine von 27 Verwaltungseinheiten der Provinz. 
Es grenzt im Norden an die Departamentos Salavina und Atamisqui, im Osten an das Departamento Mitre, im Süden an die Provinz  Córdoba und im Westen an das Departamento Ojo de Agua. 
Die Hauptstadt des Departamento Mitre ist Sumampa.

## Städte und Gemeinden
Das Departamento Quebrachos ist in folgenden Gemeinden aufgeteilt:
- Ramírez de Velazco
- Sumampa